# Luke Evans (aktor)

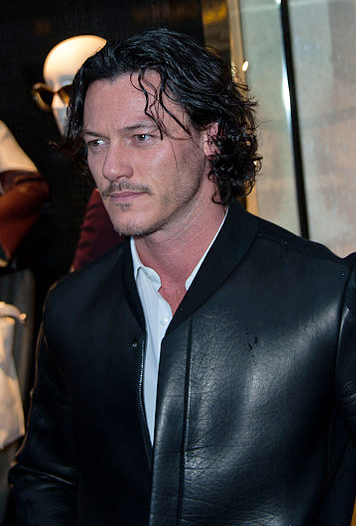
Evans na otwarciu Fendi w Londynie (w maju 2014)

Luke George Evans (ur. 15 kwietnia 1979 w Pontypoolu) – walijski aktor filmowy, teatralny i telewizyjny.

## Życiorys

### Wczesne lata
Urodził się w Pontypoolu, w Wielkiej Brytanii, w południowo-wschodniej Walii. Dorastał w Aberbargoed, małym miasteczku w Rhymney Valley, w Walii, jako jedyne dziecko Yvonne i Davida Evansów. Był wychowywany w rodzinie Świadków Jehowy. Gdy miał 16 lat, zdobył się na coming out przed rodziną ujawniając swoją homoseksualność i opuścił szkołę w tym samym czasie.
W wieku 17 lat przeniósł się do Cardiff, gdzie kształcił się u Louise Ryan, nauczycielki śpiewu. W 1997 zdobył stypendium w The London Studio Centre w Kings Cross w Londynie. Studia ukończył w 2000.

### Kariera
W latach 2000–2008 Evans występował w wielu produkcjach scenicznych w Londynie na West Endzie, w tym La Cava, Taboo, Rent, Miss Saigon i Avenue Q, a także na Edinburgh Festival.
W 2008 zagrał rolę teatralną Vincenta w sztuce Mała zmiana (Small Change), napisanej i wyreżyserowanej przez Petera Gilla w Donmar Warehouse, zyskał uznanie i był także nominowany do nagrody dla Evening Standard. Jeszcze w tym samym roku drugim występem w Donmar Warehouse była inscenizacja Piaf, w której zagrał Yves’a Montanda.
Evans stanął do castingu do filmu w wieku trzydziestu lat. W 2009 zagrał greckiego boga Apollo remake’u z 2010 roku Starcie tytanów (Clash of the Titans). Również w 2010 pojawił się jako Clive w biograficznym filmie o nowej fali Seks, narkotyki i rock ’n’ roll (Sex & Drugs & Rock & Roll) obok Andy’ego Serkisa (jako Ian Dury), Naomie Harris i Raya Winstone’a, jako bandyta z Nottingham i pomocnik szeryfa w Robin Hoodzie, obok Matthew Macfadyena, z którym on później spotkał się ponownie na planie Trzech muszkieterów 3D (The Three Musketeers, 2011) jako Aramis. W kinowym przeboju Szybcy i wściekli 6 (Furious 6, 2013) wystąpił jako główny antagonista Owen Shaw, a za rolę był nominowany do nagrody Acapulco Black Film Festival. Rola angielskiego kryminalisty Bruce’a Reynoldsa w miniserialu BBC One Wielki napad na pociąg (The Great Train Robbery, 2013) przyniosła mu nominację do Złotej Nimfy na festiwalu filmów telewizyjnych w Monte Carlo.
W 2015 został uznany jednym z 50. najlepiej ubranych brytyjskich mężczyzn przez magazyn „GQ”. Był wielokrotnie na okładce brytyjskiej edycji magazynu „Men’s Health” (w grudniu 2013, listopadzie 2014).
Za rolę Roberta Wildera w dramacie fantastycznonaukowym High-Rise (2015) był nominowany do British Independent Film Awards (BIFA) jako najlepszy aktor drugoplanowy. W ekranizacji powieści Pauli Hawkins Dziewczyna z pociągu (The Girl on the Train, 2016) w reżyserii Tate Taylor z Emily Blunt wystąpił jako Scott Hipwell. Za rolę Gastona w filmie Walt Disney Pictures Piękna i Bestia (Beauty and the Beast, 2017) w reż. Billa Condona zdobył Teen Choice Awards jako najlepszy filmowy czarny charakter i nominację do MTV Movie Awards w kategorii najlepszy duet z Joshem Gadem.
22 listopada 2019 ukazał się jego album At Last wydany przez BMG.
1 grudnia 2020, w Światowym Dniu Walki z AIDS, otrzymał nagrodę Virgin Atlantic Attitude w kategorii Człowiek Roku podczas dziewiątej ceremonii zorganizowanej przez brytyjski magazyn gejowski „Attitude”.

## Życie prywatne
Na łamach „Gay Times” ujawnił, że jest gejem. W 2002, podczas wywiadu w „Attitude”, powiedział: „Wszyscy poznali mnie jako geja, a w moim życiu w Londynie nigdy nie starałem się tego ukryć”. W latach 2014–2015 był związany z hiszpańskim modelem Jonem Kortajareną. W lutym 2018 związał się z aktorem kolumbijskiego pochodzenia Victorem Turpinem, z którym się rozstał w czerwcu 2019. Od 2019 do października 2020 był związany z Rafaelem Olarrą.

## Filmografia
| Rok  | Tytuł                                                                     | Rola                     |
| ---- | ------------------------------------------------------------------------- | ------------------------ |
| 2003 | Tabu (Taboo)                                                              | Billy                    |
| 2009 | Nie należy naciskać na Benjamina Buttona (Don't Press Benjamin's Buttons) | Ojciec Benjamina Buttona |
| 2010 | Starcie tytanów (Clash of the Titans)                                     | Apollo                   |
| 2010 | Tchórze i potwory (Cowards and Monsters)                                  | Paul                     |
| 2010 | Seks, narkotyki i rock ’n’ roll (Sex & Drugs & Rock & Roll)               | Clive Richards           |
| 2010 | Robin Hood                                                                | pomocnik szeryfa         |
| 2010 | Tamara i mężczyźni (Tamara Drewe)                                         | Andy Cobb                |
| 2011 | Trzej muszkieterowie 3D (The Three Musketeers)                            | Aramis                   |
| 2011 | Immortals. Bogowie i herosi (Immortals)                                   | Zeus                     |
| 2011 | Blitz                                                                     | Stokes                   |
| 2011 | Flutter                                                                   | Adrian                   |
| 2012 | Nikt nie przeżył (No One Lives)                                           | Kierowca                 |
| 2012 | Syn mojej matki (My Mother’s Son)                                         | Ojciec                   |
| 2012 | Kruk: Zagadka zbrodni (The Raven)                                         | Inspektor Emmett Fields  |
| 2012 | Ashes                                                                     | JB                       |
| 2013 | Szybcy i wściekli 6 (Furious 6)                                           | Owen Shaw                |
| 2013 | Hobbit: Pustkowie Smauga (The Hobbit: The Desolation of Smaug)            | Bard I Łucznik/ Girion   |
| 2013 | Napad stulecia (The Great Train Robbery)                                  | Bruce Reynolds           |
| 2014 | Hobbit: Bitwa Pięciu Armii (The Hobbit: The Battle of the Five Armies)    | Bard I Łucznik           |
| 2014 | Dracula: Historia nieznana (Dracula Untold)                               | Vlad                     |
| 2015 | Szybcy i wściekli 7 (Furious Seven)                                       | Owen Shaw                |
| 2015 | High-Rise                                                                 | Richard Wilder           |
| 2016 | Dziewczyna z pociągu (The Girl on the Train)                              | Scott Hipwell            |
| 2017 | Piękna i Bestia (Beauty and the Beast)                                    | Gaston                   |
| 2017 | Szybcy i wściekli 8                                                       | Owen Shaw                |
| 2019 | Midway                                                                    | Wade McClusky            |
| 2019 | Ma                                                                        | Ben                      |

## Dyskografia

### Albumy studyjne
| Tytuł   | Data realizacji   | Szczytowe pozycje na wykresie | Szczytowe pozycje na wykresie | Szczytowe pozycje na wykresie |
| Tytuł   | Data realizacji   | UK                            | ARIA Digital Album Chart      | IRE                           |
| ------- | ----------------- | ----------------------------- | ----------------------------- | ----------------------------- |
| At Last | 22 listopada 2019 | 11                            | 30                            | 84                            |

### Albumy ze ścieżką dźwiękową
| Tytuł                | Data realizacji |
| -------------------- | --------------- |
| Beauty and the Beast | 10 marca 2017   |

### Single
| Tytuł                   | Data realizacji      | Album   |
| ----------------------- | -------------------- | ------- |
| „Love Is a Battlefield” | 8 października 2019  | At Last |
| „Changing”              | 23 października 2019 | At Last |